# Ethusa machaera
Ethusa machaera is een krabbensoort uit de familie van de Ethusidae. De wetenschappelijke naam van de soort is voor het eerst geldig gepubliceerd in 2005 door Castro.